# Salmon (Bibbia)

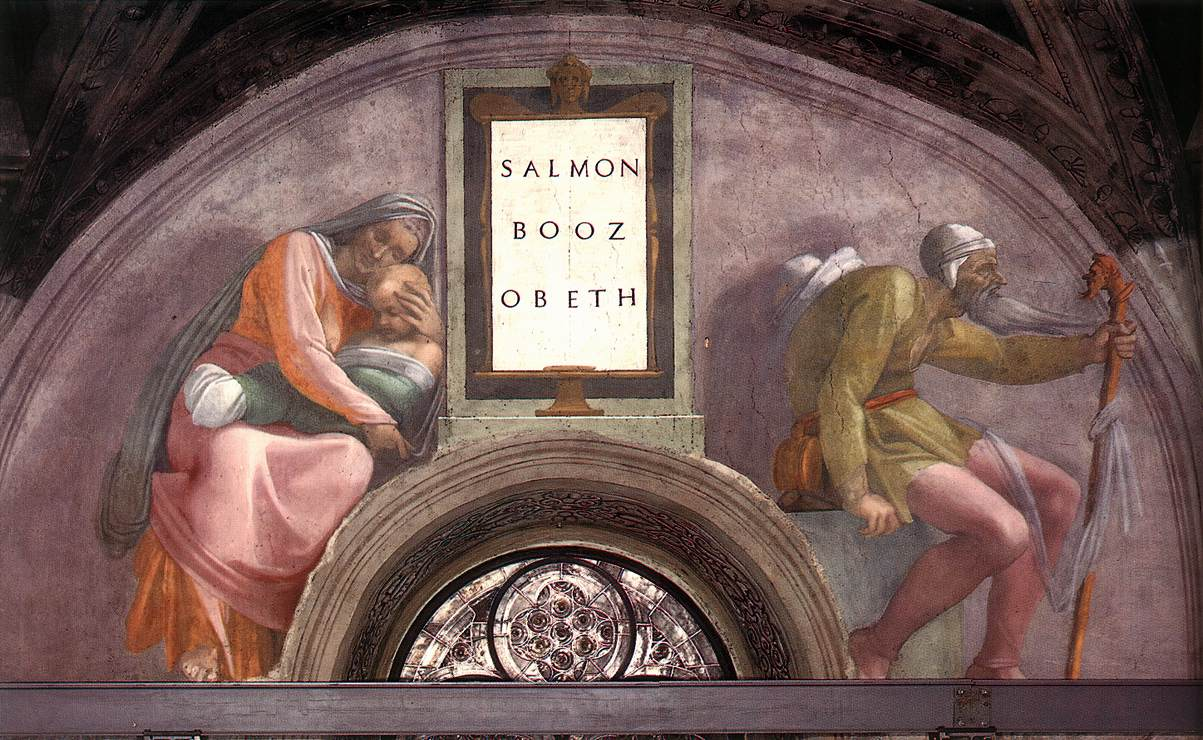
Lunetta della Cappella Sistina con Salmòn, Boaz e Obed.

Salmon (in ebraico שַׂלְמוֹן‎? Śalmōn) o Salmah (שַׂלְמָה Śalmāh) è un personaggio biblico, antenato di Davide e di Gesù. Egli era figlio di Naasson, il capo della tribù di Giuda durante l'Esodo ed apparteneva alla generazione di israeliti che per primi entrarono nella Terra Promessa.

## NellaBibbia
Nell'Antico Testamento Salmon compare in due genealogie di Davide (Rut 4,20-21 e 1 Cronache 2,10-11) come il suo trisnonno paterno. Nella seconda genealogia viene utilizzato il nome "Salma".
Nel Nuovo Testamento Salmon compare nelle due genealogie di Gesù. In quella di Matteo il nome Salmon viene traslitterato in Greco come σαλμων (Matteo 1,4-5). Nella genealogia del vangelo di Luca, invece, il nome "Salma" è storpiato in "Sala" (Luca 3,32 Luca 3,32).

## Agiografia
Al momento della partenza dall'Egitto Salmon non doveva essere ancora nato o doveva avere meno di vent'anni, per cui poté entrare nella Terra Promessa (Numeri 14,26-30). Secondo il vangelo di Matteo egli avrebbe sposato "Racab" (Matteo 1,4-5), ossia Raab, la locandiera di Gerico che protesse le spie israelite, inviate da Giosuè segretamente a Gerico prima dell'assedio, ed entrò a far parte del popolo ebraico. La professione di Racab è specificata in questi termini da Flavio Giuseppe  , ma nel mondo antico le locande erano equiparate ai bordelli e infatti nella Bibbia Raab viene chiamata "prostituta". L'affermazione di Giuseppe Flavio chiarisce come mai le due spie alloggiassero presso di lei. Questo matrimonio può far supporre che Salmon fosse uno dei due esploratori ospitati e salvati da Raab. Dal matrimonio di Salmon con Raab nacque Booz, che sposa Rut nel Libro di Rut.

## La moglie di Salmon
Il matrimonio di Salmon con Racab pone fra gli antenati di Davide e di Gesù una prostituta, fatto poco gradito a ebrei e cristiani. Il nome greco Ῥαχάβ (= Racab o Rahab) è utilizzato anche da Giuseppe Flavio per indicare Raab, perciò è difficile sostenere che non si tratti della stessa persona solo sulla base di una differenza ortografica, che probabilmente segnala una semplice variazione della pronuncia ebraica in uso nel I secolo. Conseguenza di questo disagio è la rivalutazione del personaggio sia negli scritti neotestamentari sia in quelli ebraici.
Paolo cita Raab nella Epistola agli ebrei come esempio di fede (Ebrei 11,31). Giacomo, invece, cita Raab per le sue opere quali l'ospitalità incondizionata e l'essersi schierata dalla parte del piano di Dio (Giacomo 2,25).  Anche gli scritti rabbinici ne fanno una figura positiva per virtù e bellezza e la considerano sposa di Giosuè, togliendola così dal novero degli antenati di Davide, forse in opposizione alla tradizione seguita da Matteo.